# New Riders of the Purple Sage
New Riders of the Purple Sage är en amerikansk musikgrupp som bildades 1969 i San Francisco. Gruppen spelar countryrock. Frontfigurerna i gruppen var sångaren John Dawson och gitarristen David Nelson. Jerry Garcia medverkade på gruppens självbetitlade debutalbum 1971 och satte prägel på albumet med sitt steel guitarspel. 1973 släppte de sin framgångsrikaste skiva, The Adventures of Panama Red. Gruppen var aktiv fram till 1997. År 2005 återbildades dock gruppen igen av David Nelson med nya medlemmar. John Dawson avled 2009.

## Medlemmar
Nuvarande medlemmar
- David Nelson – sång, gitarr (1969–1982, 2005 – )
- Buddy Cage – pedal steel guitar (1971–1978, 1980–1982, 2005– )
- Michael Falzarano – gitarr, sång (2005– )
- Ronnie Penque – basgitarr (2005– )
- Johnny Markowski – trummor (2005– )

Tidigare medlemmar
- John Dawson – sång, gitarr (1969–1997, död 2009)
- Jerry Garcia – pedal steel guitar (1969–1971
- Mickey Hart – trummor (1969–1970)
- Phil Lesh – basgitarr (1969)
- Bob Matthews – basgitarr (1969–1970)
- Dave Torbert – basgitarr (1970–1974)
- Spencer Dryden – trummor (1970–1977)
- Skip Battin – basgitarr (1974–1976)
- Stephen A. Love – basgitarr (1976–1978)
- Patrick Shanahan – trummor (1977–1983)
- Allen Kemp – gitarr, sång (1978–1985)
- Bobby Black – pedal steel guitar (1978–1980)
- Michael White – basgitarr (1980, 1984–1985, 1987–1990)
- Billy Wolf – basgitarr (1981–1984, 1985–1987)
- Val Fuentes – trummor (1982–1984, 1985–1990)
- Rusty Gauthier – gitarr, sång, div. instrument (1982–1997)
- Greg Lagardo – trummor (1984–1985)
- Gary Vogensen – gitarr, sång (1985–1993, 1997)
- Fred Campbell – basgitarr (1990–1993, 1997)
- Evan Morgan – gitarr, sång (1993–1994)
- Bill Laymon – basgitarr (1993–1994)

## Diskografi
Studioalbum
- New Riders of the Purple Sage (1971)
- Powerglide (1971)
- Gypsy Cowboy (1972)
- The Adventures of Panama Red (1973)
- Brujo (1974)
- Oh, What a Mighty Time (1975)
- New Riders (1976)
- Who Are Those Guys? (1977)
- Marin County Line (1977)
- Feelin' All Right (1981)
- Before Time Began (1986)
- Keep On Keepin' On (1989)
- Midnight Moonlight (1992)
- Where I Come From (2009)
- 17 Pine Avenue (2012)

Livealbum
- Home, Home on the Road (1974)
- Vintage NRPS (1986)
- Live on Stage (1993)
- Live in Japan (1994)
- Live (1995)
- Worcester, MA, 4/4/73 (2003)
- Veneta, Oregon, 8/27/72 (2004)
- Armadillo World Headquarters, Austin, TX, 6/13/75 (2005)
- S.U.N.Y., Stonybrook, NY, 3/17/73 (2007)
- Wanted: Live at Turkey Trot (2007)
- Winterland, San Francisco, CA, 12/31/77 (2009)
- Glendale Train (2013)